# ドイツ政府専用機

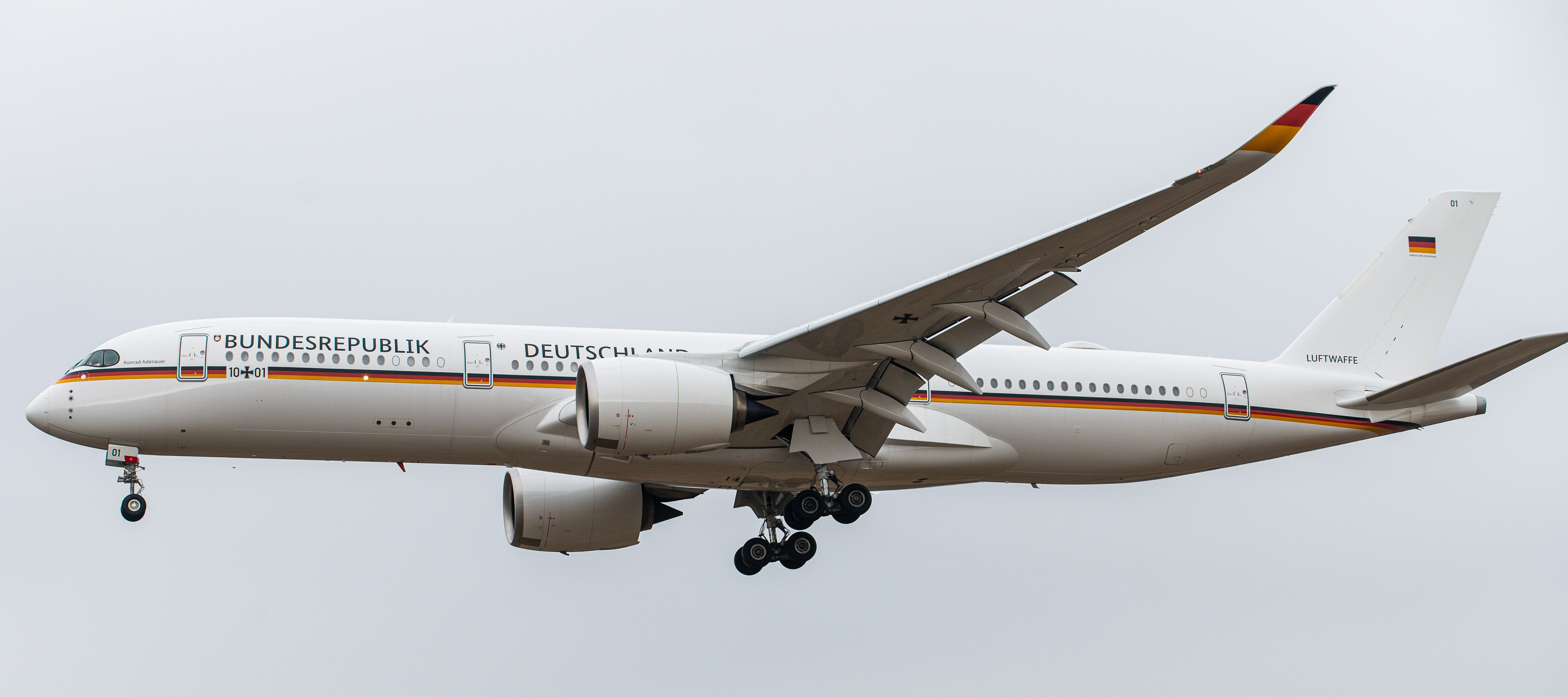
3代目「コンラート・アデナウアー」（エアバスA350型機）

ドイツ政府専用機（ドイツせいふせんようき）では、ドイツ連邦共和国で使用される政府専用機について説明する。

## 概要
ドイツでは大統領を始めとする要人の移動用として、複数の政府専用機が運航されている。2024年現在、大型機（ワイドボディ機）はエアバスA350、中型機（ナローボディ機）はエアバス ACJ319、小型機はボンバルディア グローバル・エクスプレスが採用されている。かつては大型機としてエアバスA340、エアバスA310を採用していた（後述）。いずれもドイツ空軍の特別輸送航空団が運航を担当している。
大型機にはドイツの政治家の名前が付けられており、機種が更新されても名称は引き継がれている。

## 運用史

### エアバスA310
1991年、東ドイツのインターフルークが運航していた中古のエアバスA310を2機導入した。
A310は航続距離が短く、途中の給油が必要だったという欠点があった。また、2000年代になると経年劣化に伴って故障が目立つようになった。例えば2005年にはヨシュカ・フィッシャー外務大臣（当時）が搭乗した際、離陸中の機内に煙が充満して緊急着陸を余儀なくされたほか、2007年にはフランク＝ヴァルター・シュタインマイヤー外務大臣（当時）が搭乗した際、わずか数日間の間で2回の機体トラブルが発生した。
導入当初の塗装は機体に「Luftwaffe（ドイツ空軍）」と描いたものであったが、これを威圧的だと感じたヨハネス・ラウ大統領（当時）が塗装の変更を命じた。変更後の塗装では「Bundesrepublik Deutschland（ドイツ連邦共和国）」と描かれるようになった。
2011年に2代目となるエアバスA340型が導入された後も、2013年までは1機（機体記号:10+21）が現役で残っていた。例えば、2011年のアンゲラ・メルケル首相（当時）のモンゴル訪問時にはウランバートルでの滑走路が短く、A340が着陸できなかったため、旧式となっていたA310が訪問に用いられた。
- 初代「コンラート・アデナウアー」（10+21、導入時の塗装）
- 初代「テオドール・ホイス」（10+22、変更後の塗装）

### エアバスA340
2代目の政府専用機であるエアバスA340型機は、ルフトハンザドイツ航空の中古機を改造したものである。2011年に導入され、A310型機の経年劣化や航続距離の問題を解決できると期待されていた。
しかし、こちらも導入から約7年後（製造から約17～18年後）となる2018年頃から度重なるトラブルに見舞われるようになった。2018年11月にはアンゲラ・メルケル首相（当時）を乗せてブエノスアイレスで開催されたG20の首脳会議に向かっていたA340型機（コンラート・アデナウアー、機体記号:16+01）がトラブルによって引き返し、会議の開幕に間に合わないという事態が発生した。その後も2019年3月にはハイコ・マース外務大臣（当時）が同機のトラブルで訪問先のアフリカに足止めされる事態が発生した。これらは一例であり、A340のトラブルによって政府要人の外国訪問が度々日程変更・キャンセルになったことが2019年時点で報じられている。
2023年8月にはアンナレーナ・ベアボック外務大臣を乗せたA340（機体記号: 16+01）が、経由地のアブダビでフラップに不具合を起こし、翌日に再出発するも再び同一の不具合に見舞われ、訪問が中止となった。16+02は2023年9月まで、16+01は2024年まで運用予定であったものの、このトラブルを受けたドイツ空軍はA340を可能な限り早く退役させると発表した。
- 2代目「コンラート・アデナウアー」（16+01）
- 2代目「テオドール・ホイス」（16+02）

### エアバスA350
2019年5月にはエアバスA350 XWB（ACJ350）を3機導入すると発表した。中古機を利用した初代や2代目と異なり、新造機を採用したほか、2機体制から3機体制へと変更された。
初号機となる10+03が2020年に引き渡され、10+01が2022年11月に、10+02が2023年3月に引き渡された。10+03は、引き渡し当初は暫定仕様であったが、2024年には他の2機と同じ正式な外観・客室に揃える改修が完了した。10+03は当初、A340に準じた塗装であったが、改修によって書体などが変更されている。
- 「クルト・シューマッハー」（10+03、暫定導入時の塗装）
- 「クルト・シューマッハー」（10+03、改修後の塗装）

## ドイツ政府専用機一覧
本稿の一覧では要人輸送機のみを扱い、ドイツ軍によって運用される一般の輸送機は含まない。

### 現用機
| 機種                           | 製造番号 | 機体記号 | hexコード | 運用期間     | 備考                                                       | 出典   |
| ------------------------------ | -------- | -------- | --------- | ------------ | ---------------------------------------------------------- | ------ |
| エアバスA350-900               | 468      | 10+01    | 3EA12C    | 2022年1月 -  | 3代目コンラート・アデナウアー（ドイツ語: Konrad Adenauer） | [ 10 ] |
| エアバスA350-900               | 526      | 10+02    | 3F5D91    | 2023年3月 -  | 3代目テオドール・ホイス（ドイツ語: Theodor Heuss）         | [ 11 ] |
| エアバスA350-900               | 416      | 10+03    | 3E854F    | 2020年8月 -  | クルト・シューマッハー（ドイツ語: Kurt Schumacher）        | [ 12 ] |
| エアバス A319-100 ACJ          | 3897     | 15+01    | 3F7DC1    | 2010年3月 -  |                                                            | [ 14 ] |
| エアバス A319-100 ACJ          | 4060     | 15+02    | 3F551D    | 2010年6月 -  |                                                            | [ 15 ] |
| ボンバルディア グローバル 5000 | 9404     | 14+02    | 3F4E27    | 2011年10月 - |                                                            | [ 16 ] |
| ボンバルディア グローバル 5000 | 9411     | 14+03    | 3F6533    | 2011年11月 - |                                                            | [ 17 ] |
| ボンバルディア グローバル 5000 | 9417     | 14+04    | 3F7B3C    | 2011年12月 - |                                                            | [ 18 ] |
| ボンバルディア グローバル 6000 | 9859     | 14+05    | 3E95CA    | 2019年9月 -  |                                                            | [ 19 ] |
| ボンバルディア グローバル 6000 | 9863     | 14+06    | 3EBD41    | 2019年11月 - |                                                            | [ 20 ] |
| ボンバルディア グローバル 6000 | 9865     | 14+07    | 3EBE12    | 2019年11月 - |                                                            | [ 21 ] |

- エアバス A319-100 ACJ（15+02）
- ボンバルディア グローバル 5000（14+02）
- ボンバルディア グローバル 6000（14+07）

### 過去の機材
| 機種                           | 製造番号 | 機体記号 | hexコード | 運用期間              | 備考 | 出典          |
| ------------------------------ | -------- | -------- | --------- | --------------------- | --- | ------------- |
| エアバス A310-304              | 498      | 10+21    | 3F8515    | 1991年8月 - 2013年    | 初代「コンラート・アデナウアー」。退役後はフランスのNovespace社に売却され、2024年現在も無重力体験機として利用中。 | [ 22 ] [ 23 ] |
| エアバス A310-304              | 499      | 10+22    | 3F8516    | 1991年8月 - 2011年6月 | 初代「テオドール・ホイス」。退役後はイランへ売却。                                                                | [ 24 ]        |
| エアバス A340-313              | 274      | 16+01    | 3EB1A6    | 2011年3月 - 2023年8月 | 2代目「コンラート・アデナウアー」                                                                                 | [ 25 ]        |
| エアバス A340-313              | 274      | 16+01    | 3EB1A6    | 2011年7月 - 2023年8月 | 2代目「テオドール・ホイス」。退役後は米国に売却。                                                                 | [ 26 ]        |
| ボンバルディア グローバル 5000 | 9395     | 14+01    |           | 2011年9月 - 2019年4月 | テスト飛行時の不具合による事故で主翼を破損                                                                        | [ 27 ]        |